# Шварценеггер, Патрик
Па́трик Арнольд Шра́йвер Шварцене́ггер (англ. Patrick Arnold Shriver Schwarzenegger; род. 18 сентября 1993 года, Лос-Анджелес, Калифорния, США) — американский актёр, фотомодель и предприниматель, сын Арнольда Шварценеггера и Марии Шрайвер.

## Биография

### Ранние годы

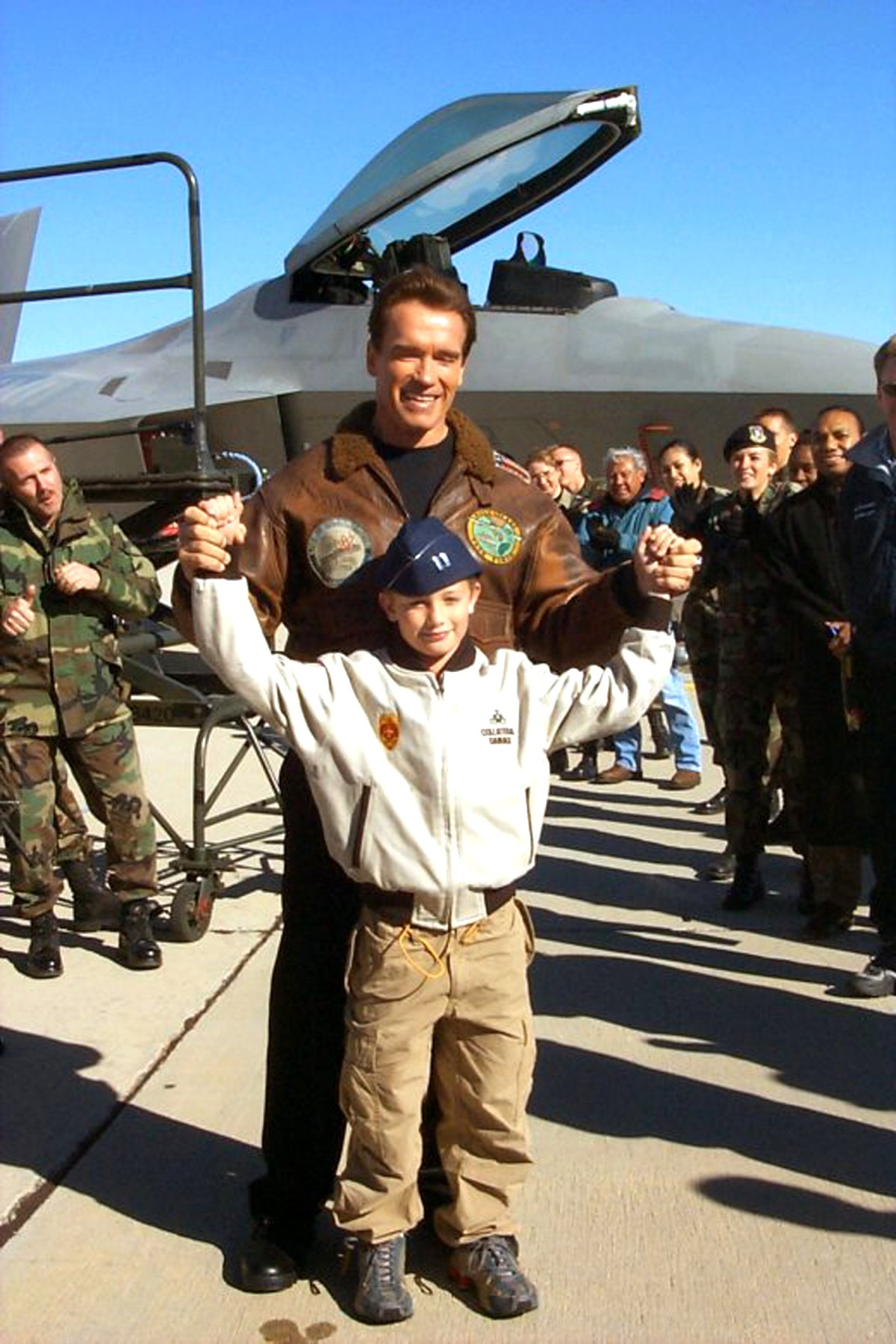
Патрик с отцом в 2002 году

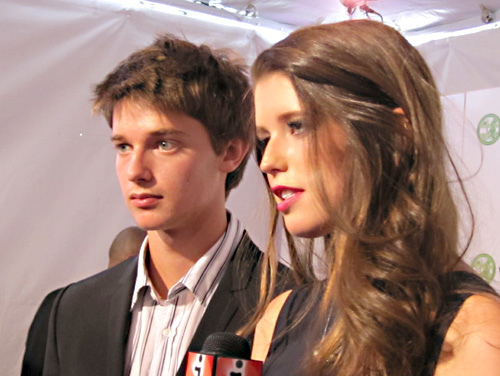
Патрик и Кэтрин 27 октября 2010 г.

Патрик Шварценеггер родился 18 сентября 1993 года в Лос-Анджелесе (США) в семье всемирно известного культуриста и актёра, позже ставшего губернатором Калифорнии, Арнольда Шварценеггера и журналистки и публицистки Марии Шрайвер. У Патрика есть две старших сестры Кэтрин (р. 1989) и Кристина Мария Аврелия (р. 1991), младший брат Кристофер Сарджент (р. 1997) и единокровный брат Джозеф Баена (р. 1997).
Арнольд Шварценеггер строго воспитывал детей, но с началом его политической карьеры на посту губернатора Калифорнии стал уделять детям меньше времени. После признания отца в интрижке с домработницей и последующего развода родителей Патрик, возможно, сменил фамилию Шварценеггер на фамилию матери, но официального подтверждения не поступило. Впрочем, на своей странице в твиттере он поменял Патрик Шварценеггер на Патрик Шрайвер.
В июне 2012 года окончил Брентвудскую школу. Осенью 2012 года Шварценеггер начал учёбу в Университете Южной Калифорнии.

### Карьера
В 15 лет Патрик при помощи родителей основал свою компанию Project360 по производству мужской одежды. Также у Шварценеггера контракт с модельным агентством L.A. Models.
Летом 2011 года Патрик, выступив в качестве модели, стал лицом бренда Hudson Jeans. Билборды с изображением Патрика, рекламирующего джинсы, появились на бульваре Сансет и в других местах Лос-Анджелеса и пришлись по душе местным жителям.
Первой важной ролью Патрика Шварценеггера в кино стала роль в фильме «Одноклассники 2». В 2013 году он снялся в клипе Арианы Гранде и Big Sean Right there. В 2018 году сыграл главную роль в романтической драме «Полночное солнце» вместе с Беллой Торн.

## Фильмография
| Год  |   | Русское название            | Оригинальное название                  | Роль                        |
| ---- | - | --------------------------- | -------------------------------------- | --------------------------- |
| 2006 | ф | Запасные игроки             | The Benchwarmers                       | Джок Кид, игра №3           |
| 2012 | ф | Застрял в любви             | Stuck in Love                          | Глен                        |
| 2013 | ф | Одноклассники 2             | Grown Ups 2                            | Купер, парень из братства   |
| 2015 | ф | Скауты против зомби         | Scout's Guide to the Zombie Apocalypse | Джефф                       |
| 2015 | с | Королевы крика              | Scream Queens                          | Тэд Рэдвелл                 |
| 2016 | ф | Дорогая Элеонора            | Dear Eleanor                           | Бад                         |
| 2017 | ф | На север                    | Go North                               | Калеб                       |
| 2017 | с | Долгая дорога домой         | The Long Road Home                     | сержант Бен Хэйхёрст        |
| 2018 | ф | Полночное солнце            | Midnight Sun                           | Чарли                       |
| 2019 | ф | Дэниел ненастоящий          | Daniel Isn`t Real                      | Дэниел                      |
| 2020 | ф | Банда Чикаго                | Echo Boomers                           | Лэнс Заттерленд             |
| 2021 | ф | Бунтарка                    | Moxie!                                 | Митчелл                     |
| 2021 | ф | Предупреждение              | Warning                                | Бен                         |
| 2022 | с | Лестница                    | The Staircase                          | Тодд Питерсон               |
| 2022 | с | Список смертников           | The Terminal List                      | Донни Митчелл               |
| 2023 | с | Поколение «Ви»              | Gen V                                  | Люк Риордан/Золотой мальчик |
| 2024 | с | Американская история спорта | American Sports Story                  | Тим Тибоу                   |